# William Mosman

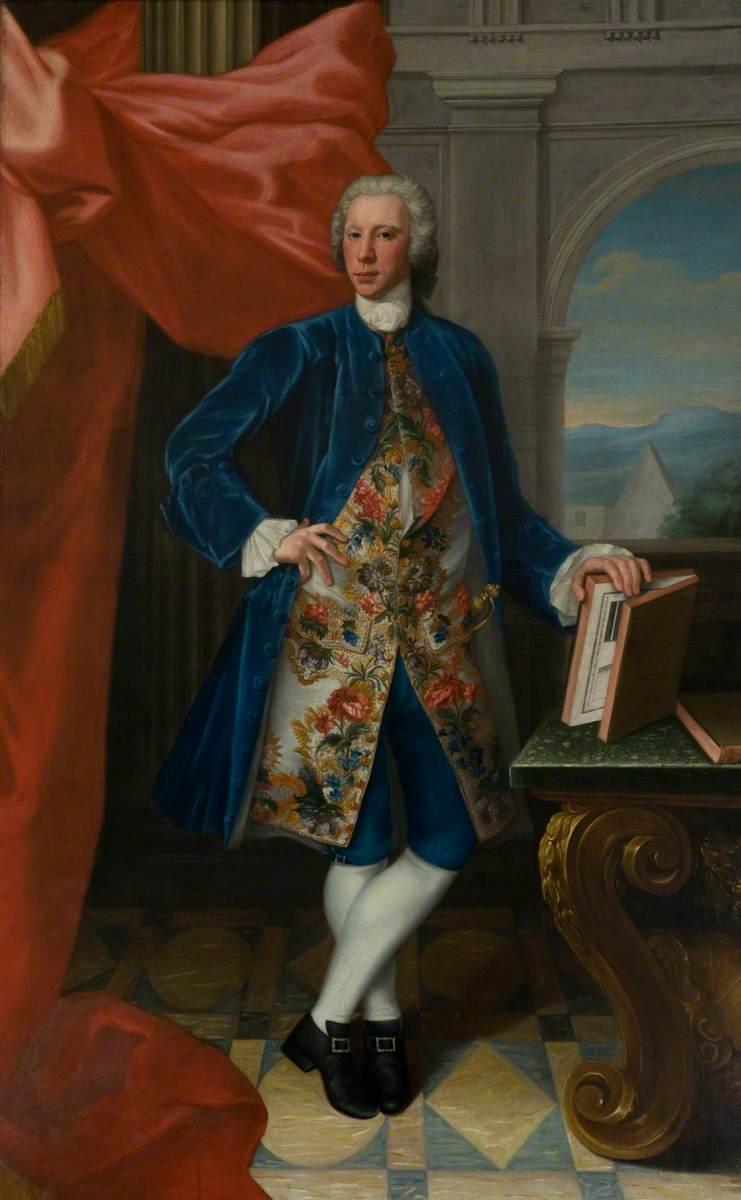
Ritratto di Sir Thomas Kennedy

William Mosman (notizie dal 1727 – Aberdeen, 26 novembre 1771) è stato un pittore scozzese del periodo rococò.

## Vita e opere
Di William Mosman non abbiamo notizie certe sul suo luogo e data di nascita, lo troviamo citato, per la prima volta come allievo di William Aikman nel 1727 dove lavorava nella sua bottega londinese. Mentre è certo il suo soggiorno a Roma dal 1732 al 1738 dove studiò con Francesco Imperiali, insieme ad una nutrita colonia di suoi connazionali come William Hoare, Allan Ramsay e altri.
Fu principalmente un ritrattista. Famoso per i suoi ritratti della nobiltà scozzese, questa produzione iniziò dal suo ritorno a Edimburgo nel 1740. Il suo lavoro fu agevolato dalla sua adesione alla Massoneria
Della sua opera non c'è rimasto molto se non un ritratto di William Duff, conte di Fife e della sua famiglia del 1741, e quello di Sir Thomas Kennedy di Culzean, conte di Cassilis del 1746.
Nel 1760 aprì una bottega di disegno ad Aberdeen. Pochi ritratti di Momsan sono sopravvissuti e anche qualche quadro di paesaggi e di vedute che si trovano oggi nella Pinacoteca di Aberdeen.
È celebre una sua Veduta di Aberdeen del 1756 dipinta usando il metodo della camera oscura.
William Mosman morì ad Aberdeen nel 1771.

## Altre opere

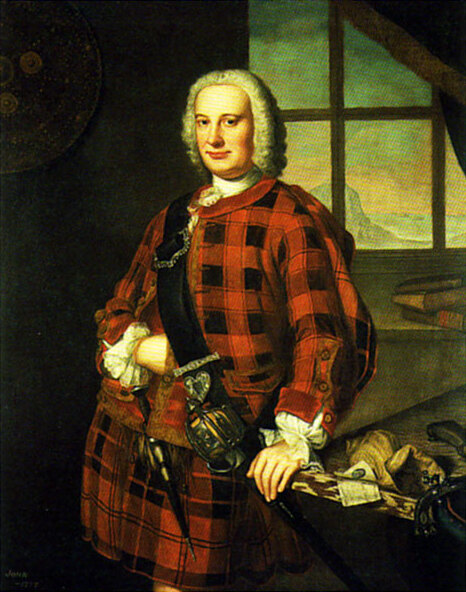
Ritratto di John Campbell

- Ritratto del Ministro Richard Wright
- Ritratto di Anna, contessa di Aberdeen, e il figlio William (1741)
- Ritratto di Eupheme Erskine Boswell (1742)
- Ritratto di ignota col vestito giallo (1742)
- Ritratto di Sir James Macdonald e Sir Alexander Macdonald (1749)
- Ritratto di John Campbell (1749)
- Ritratto del principe Charles Edward Stuart (1750)